# Russkaja tsvetnaja bolonka
Russkaja tsvetnaja bolonka (eller enbart bolonka) (ryska: русская цветная болонка) är en hundras från Ryssland. Namnet betyder rysk färgad knähund. Det är en dvärghund som är besläktad med bichon-raserna.

## Historia
Bolonkan är en ung ras med något osäkert ursprung. Man tror att shih tzu och lhasa apso korsats in i bichoner som funnits kvar sedan ryska revolutionen. Avelsarbetet inleddes av amatörer under början av 1950-talet. Den första rasstandarden skrevs 1962 och 1967 deltog rasen på hundutställning i Moskva. På 1980-talet spreds bolonkan till dåvarande Östtyskland. Rasen blev godkänd av den ryska kennelklubben Rossijskaja Kinologitjeskaja Federatsija (RKF) 1997. Förutom av Svenska Kennelklubben (SKK) och övriga medlemmar i Nordisk Kennel Union (NKU) har rasen godkänts nationellt av Verband für das Deutsche Hundewesen (VDH) i Tyskland samt kennelklubbarna i Tjeckien, Slovakien och Luxemburg. Rasen är ännu inte erkänd av Fédération Cynologique Internationale (FCI). Den första valpkullen i Sverige i registrerades 2007.

## Egenskaper
Den har ett balanserat och vänligt temperament. Bolonkan är mycket social och har lätt för att anpassa sig. Den är signalsäker gentemot såväl människor som andra hundar.

## Utseende
Bolonkan är en liten hund som beskrivs som både robust och elegant. Den har riklig, lång, vågig eller storlockig päls med silkiga täckhår och tjock underull. Rasen förekommer i många färger; alla färger utom rent vitt är tillåtna.